# Cyclodomorphus melanops
Espèce
Synonymes
- Lygosoma melanops Stirling & Zietz, 1893
- Lygosoma branchiale elongatum Werner, 1910
- Tiliqua branchialis Cogger, 1983

Cyclodomorphus melanops est une espèce de sauriens de la famille des Scincidae.

## Répartition
Cette espèce est endémique d'Australie. Elle se rencontre en Australie-Occidentale, dans le Territoire du Nord, au Queensland, en Australie-Méridionale et en Nouvelle-Galles du Sud.

## Description
C'est un saurien vivipare.

## Liste des sous-espèces
Selon The Reptile Database (12 septembre 2012) :
- Cyclodomorphus melanops melanops (Stirling & Zietz, 1893)
- Cyclodomorphus melanops elongatus (Werner, 1910)
- Cyclodomorphus melanops siticulosus Shea & Miller, 1995

## Publications originales
- Shea & Miller, 1995 : A taxonomic revision of the Cyclodomorphus branchialis species group (Squamata: Scincidae). Records of the Australian Museum, vol. 47, no 3, p. 265-325 (texte intégral).
- Stirling & Zietz, 1893 : Scientific results of the Elder Exploring Expedition. Vertebrata. Reptilia. Transactions of the Royal Society of South Australia, vol. 16, p. 154-176 (texte intégral).
- Werner, 1910 : Reptilia (Geckonidae und Scincidae). Die Fauna Südwest-Australiens, G. Fischer, Jena, vol. 2, p. 451-493 (texte intégral).